# Mini eléctrico

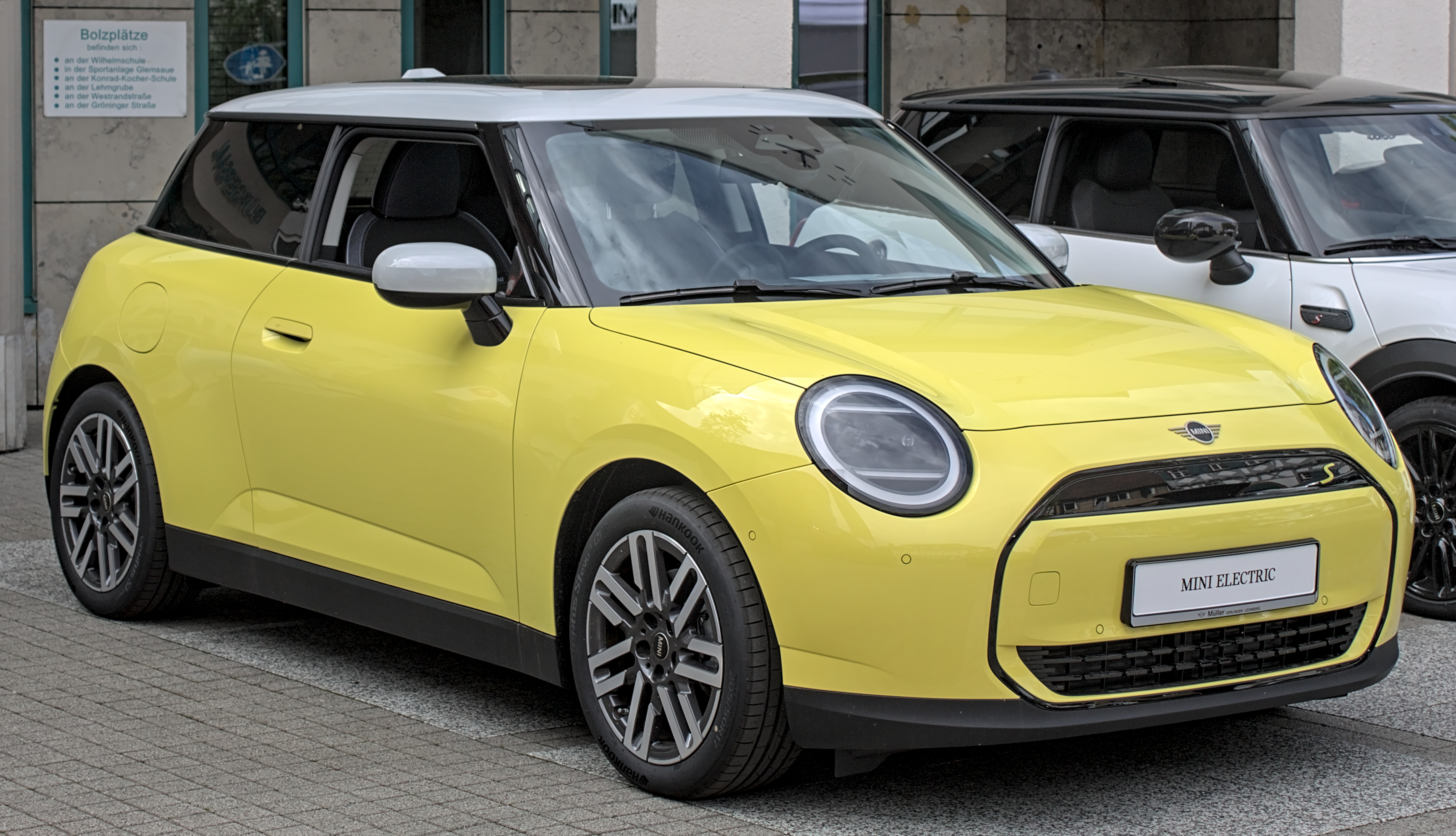

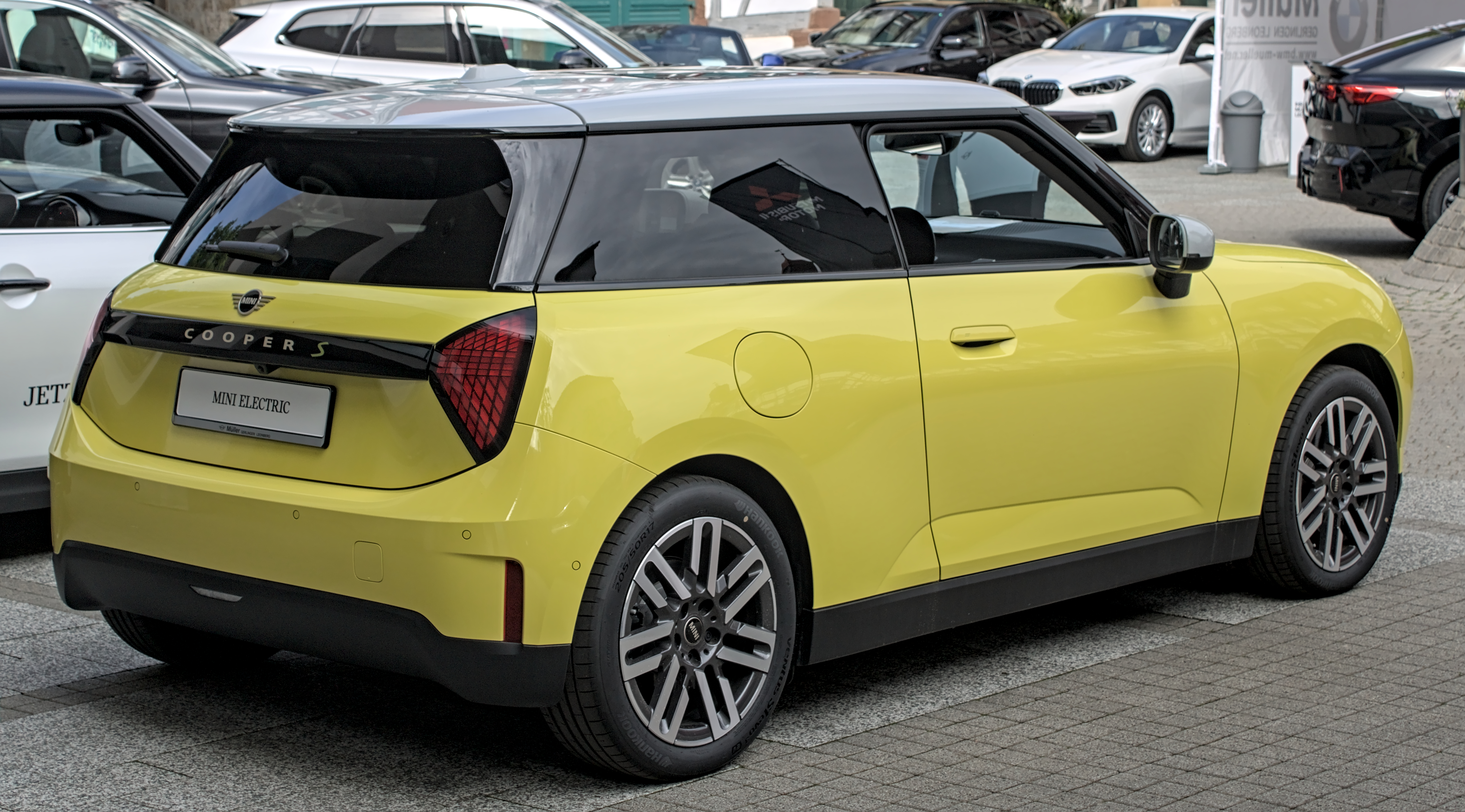

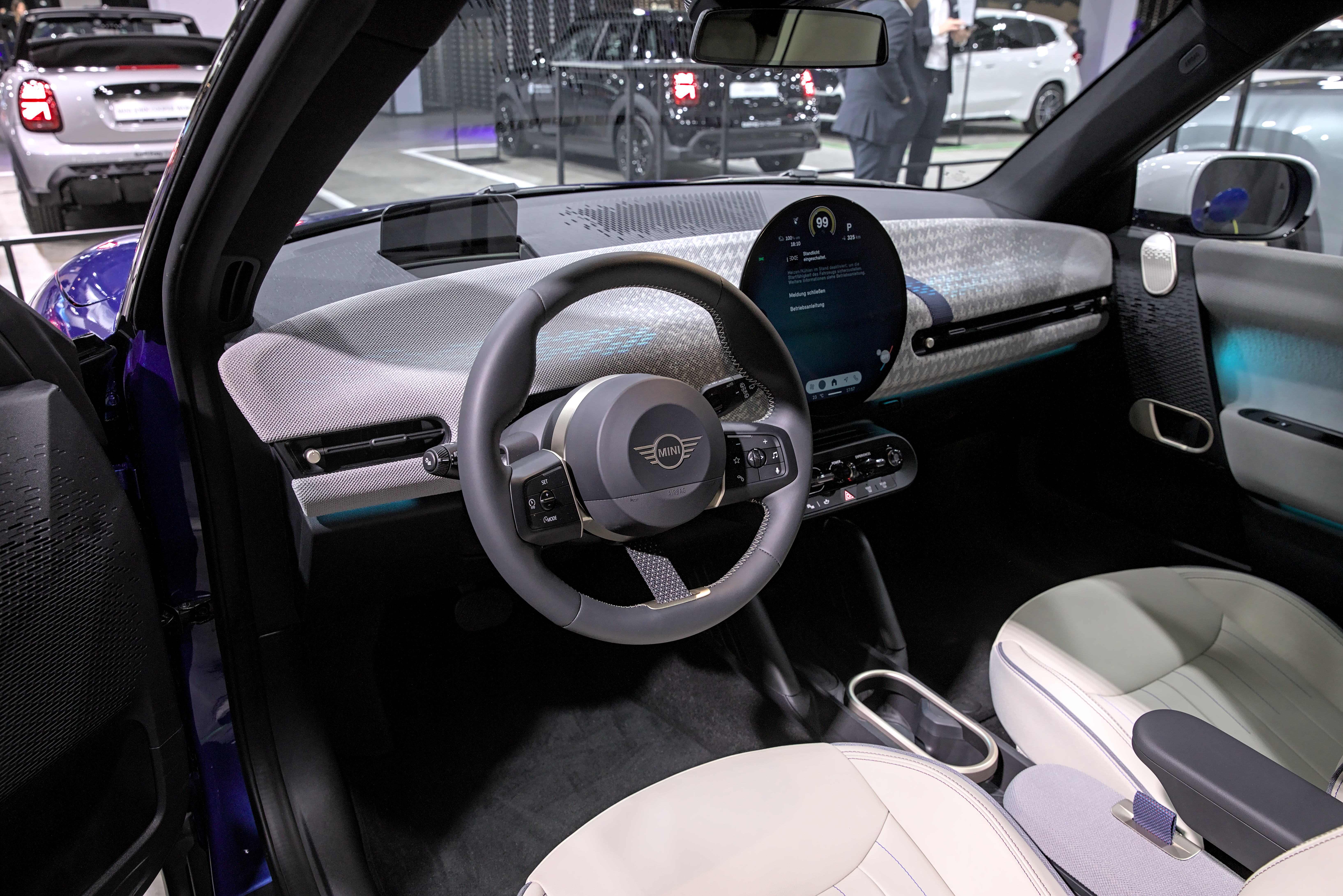

El Mini eléctrico, también conocido como Mini Cooper SE, es la versión eléctrica del MINI.  
Tiene una batería de 54 kWh que le proporciona una autonomía de 402 km según WLTP. Acelera de 0 a 100 km/h en 6,7 segundos. La velocidad máxima es de 160 km/h. Dispone de cuatro modos de conducción: Sport, Green, Green+ y MID. Las ventas comenzaron a principios de 2020.